# Anđelko Klobučar
Anđelko Klobučar, hrvaški muzikolog, pedagog in akademik, * 11. julij 1931, Zagreb, † 7. avgust 2016, Zagreb.
Klobućar je bil predavatelj na Glasbeni akademiji in Katoliški teološki fakulteti v Zagrebu; bil je član Hrvaške akademije znanosti in umetnosti.
Bil je tudi stalni organist zagrebške katedrale.